# 切尔沃内 (布恰区)
切爾沃內（烏克蘭語：Червоне），是烏克蘭中北部基輔州布恰区布恰市镇内的村落，面積0.5平方公里，海拔高度111米，2001年人口166，人口密度每平方公里332人。

## 图集

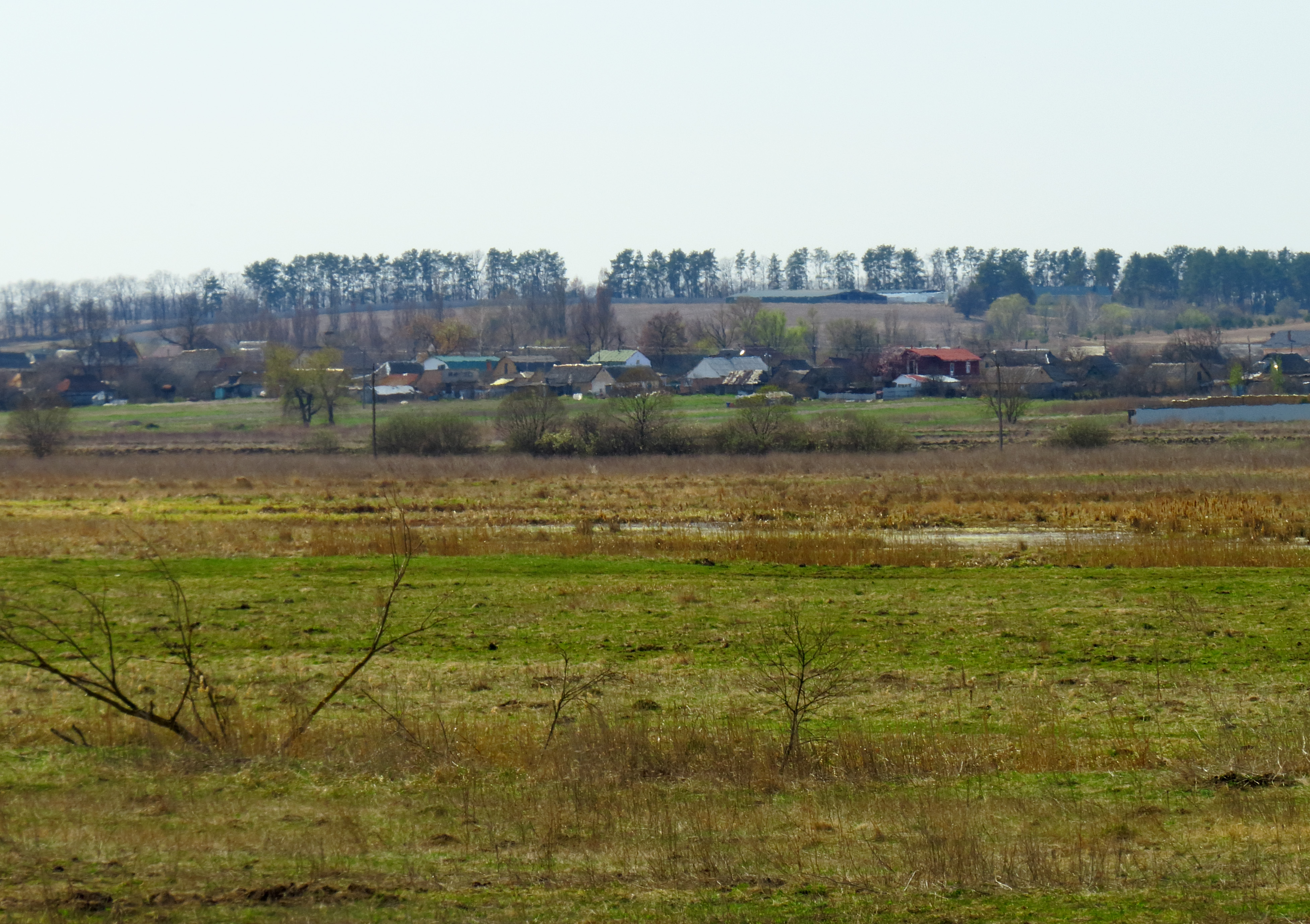
切尔沃涅村
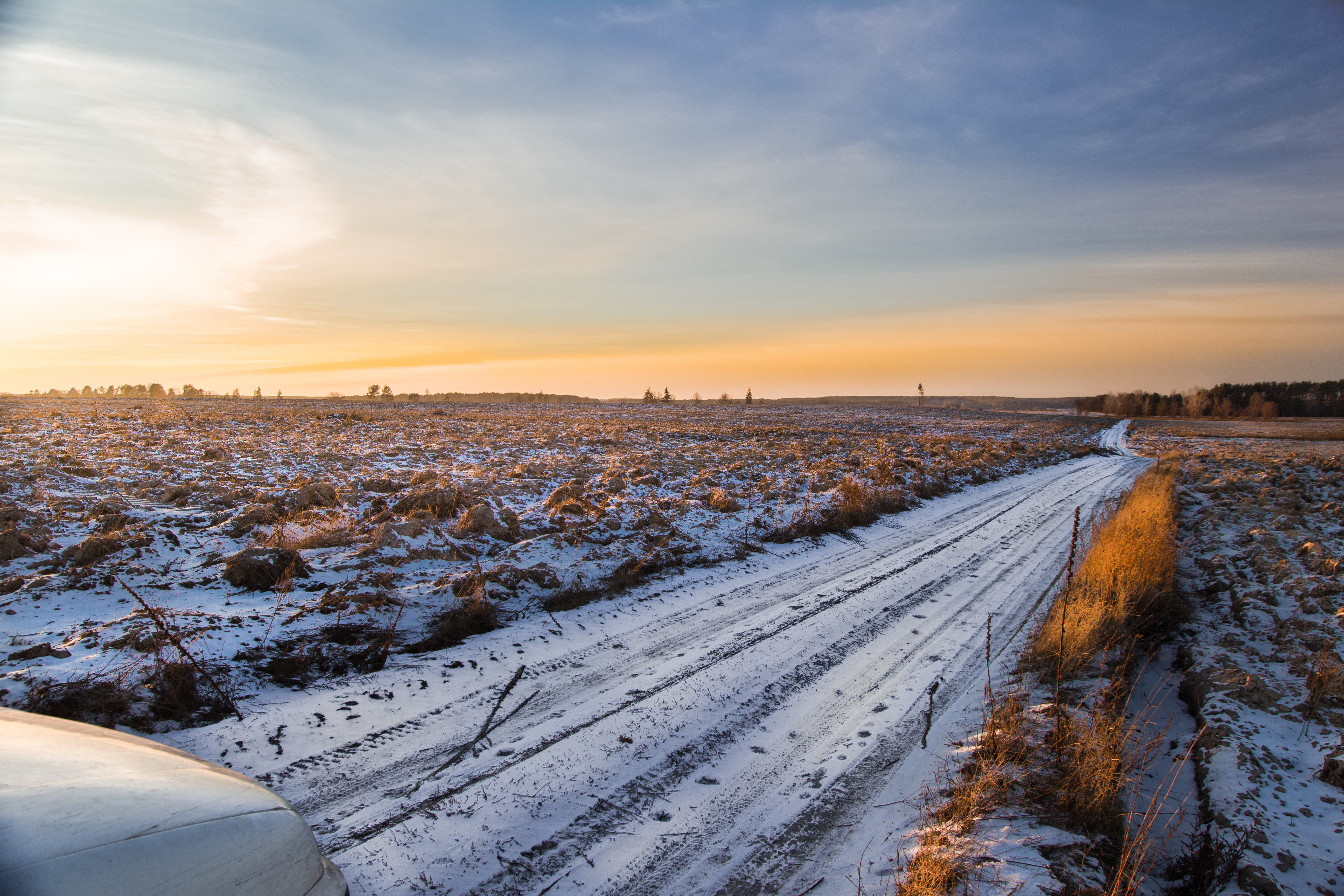
平原冬日景象
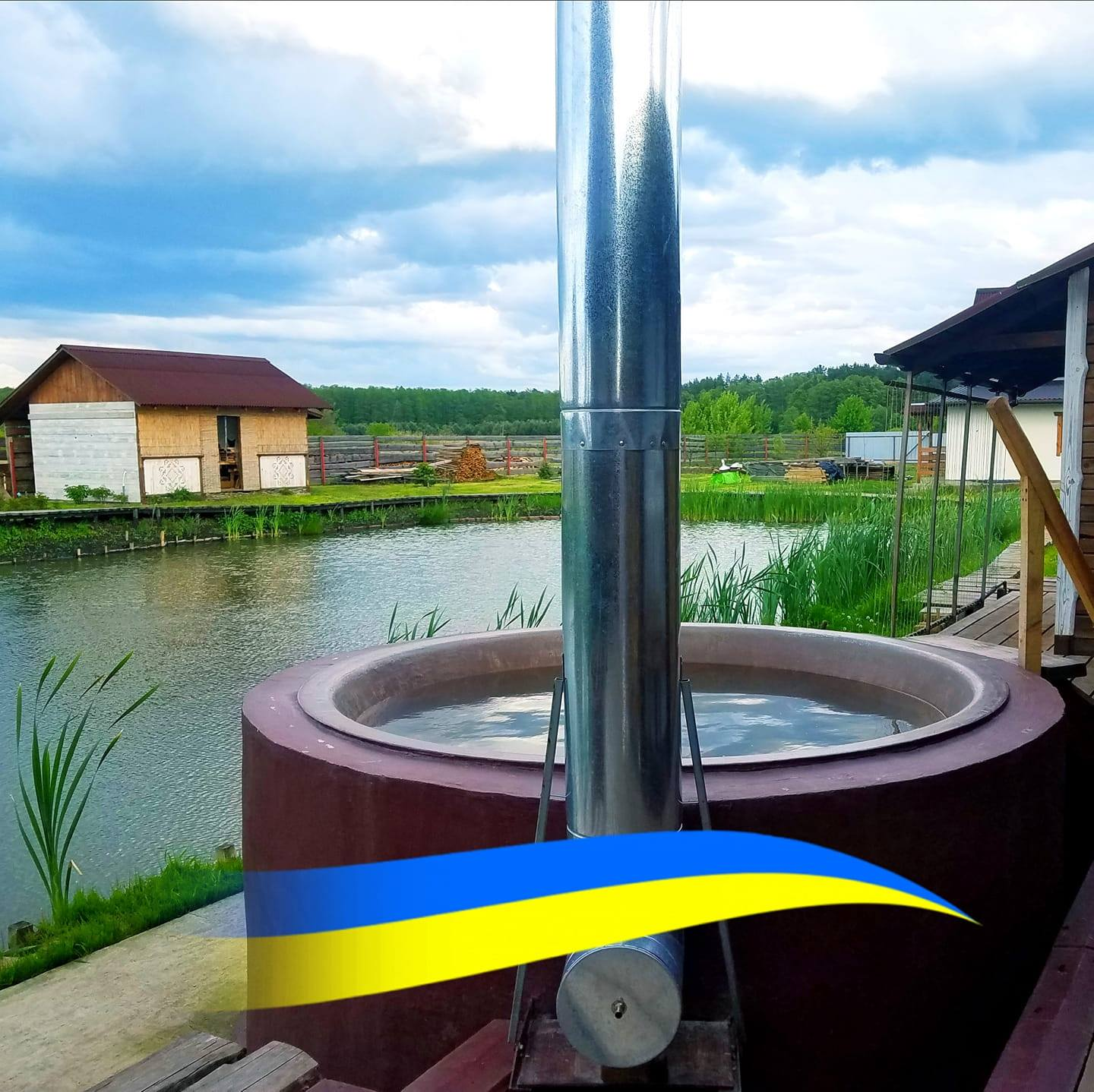
喀尔巴阡大桶